# Скриплиця
Скриплиця (біл. Скрыплі́ца) — агромістечко, адмінцентр Скриплицької сільради, Кіровський район, Могильовська область, Білорусь.

## Географічне положення
Населений пункт знаходиться за 85 км від Могильова і за 15 км на північний схід від міста Кіровськ. Неподалік організоване водосховище з такою ж назвою — Скриплиця.

## Історія
Перша згадка про старообрядницьке поселення під назвою Скриплиця відноситься до 1760 року. Як стверджує місцева легенда, село виникло в роки гонінь на старовірів при Петрі I, а назва дана на честь скрипучого дерева посеред глухого лісу, де і було вибрано місце під поселення. Місцеві жителі відрізнялися норовливим характером і в другій половині XIX століття, неодноразово влаштовуючи бунти проти місцевої влади.
За часів Російської імперії село входило до Качерінської волості Бобруйского повіту Мінської губернії. На початку XX століття діяли дві церкви та корчма.
У 1924 році в Скриплиці була відкрита початкова школа, що з 1936 до 1961 роки займала будівлі обох колишніх церков. У 1933 був організований колгосп «Пам'ять Ілліча».
У роки Німецько-радянської війни село було окуповане німецько-фашистськими загарбниками від кінця червня 1941 до кінця червня 1944 років. 225 жителів вирушили на фронт і в партизанські загони, з них 130 (за іншими даними — 58) загинули.
У 1960 році Скриплиця стала центром радгоспу імені Кірова, що займається відгодівлею тварин і вирощуванням насіння і коренеплодів. У 2009 радгосп був приєднаний до СПК «Колгосп" Нива "» (нині комунальне сільське унітарне підприємство «Нива-Барсуки».
Від 1965 року — центр Скриплицької сільради. У другій половині XX століття в селі з'явилися столярна майстерня, будинок культури, бібліотека, фельдшерсько-акушерський пункт, пункт побутового обслуговування населення, дитячий садок, магазини, спортивні майданчики, відділення зв'язку, АТС, їдальня. Широку популярність в Білоруської РСР отримали два самодіяльних хорових колективи, які отримали звання народних.
28 грудня 2010 року рішенням Кіровської районної Ради депутатів село Скриплиця було преобразоване в агромістечко.

## Населення
- XIX-початок XX століття: 1850 рік - 217 мешканців та 24 двори; 1897 рік - 696 мешканців та 117 дворів; 1909 рік - 707 мешканців та 123 двори[3]; 1917 рік - 666 мешканців та 124 двори[2].
- Друга половина XX століття: 1959 рік - 644 жителі; 1970 рік - 796 жителів; 1986 рік - 702 мешканці та 233 двори[3].
- XXI століття: 2001 рік - 578 мешканців та 192 двори[1]; 2007 рік - 495 мешканців та 194 двори[3]; 2009 рік - 394 жителі.

Помилка виразу: незрозумілий розділовий знак «{»
| {{{Заголовок}}}                                       |
| 1850 Помилка виразу: незрозумілий розділовий знак «{» |
| ----------------------------------------------------- |

## Інфраструктура
Окрім колишнього радгоспу імені Кірова, функціонують середня школа, дитячий садок, фельдшерсько-акушерський пункт, відділок поштового зв'язку, магазин, будинок культури, бібліотека, АТС.